# Philoscia mendica
Philoscia mendica är en kräftdjursart som beskrevs av Gustav Budde-Lund 1898. Philoscia mendica ingår i släktet Philoscia och familjen Philosciidae. Inga underarter finns listade i Catalogue of Life.